# Humboldtia
Genre
Synonymes
- Batschia Vahl[2]

Humboldtia est un genre de plantes à fleurs dicotylédones de la famille des Fabaceae, sous-famille des Caesalpinioideae, originaire de sous-continent indien, qui comprend une dizaine d'espèces acceptées.

## Étymologie
Le nom générique, « Humboldtia », est un hommage à Alexandre de Humboldt (1769–1859), naturaliste, géographe et explorateur allemand.

## Liste d'espèces
Selon The Plant List (13 octobre 2018) :
- Humboldtia bourdillonii Prain
- Humboldtia brunonis Wall.
- Humboldtia decurrens Oliv.
- Humboldtia laurifolia M.Vahl
- Humboldtia roezlii (Rchb. f.) Kuntze
- Humboldtia roseopunctata (Lindl.) Kuntze
- Humboldtia trijuga (Bedd.) M. Mohanan
- Humboldtia unijuga Bedd.
- Humboldtia vahliana Wight